# ちゃんと描いてますからっ!
『ちゃんと描いてますからっ！』（ちゃんとかいてますからっ）は、星里もちるによる日本の漫画作品。全28話のラブコメディ。2010年4月号 から 2013年まで、『月刊COMICリュウ』（徳間書店）（同誌公式ウェブサイト上での掲載を含む）で連載された。

## あらすじ
連載漫画である『だびんちゲーム』の原稿を途中までしか描かずに、いつも家から逃げ出してしまう漫画家「平原大地（ひらはら だいち）」。彼の長女である歩未（あゆみ）は、残りのペン入れなどの原稿仕上げを、止むを得ず代筆するようになる。父親にちゃんと原稿を最後まで書いてほしい歩未と、いつも自分の娘姉妹に頼って原稿を途中までしか描かない父親の、「捕まえろ＆逃げろ」の攻防は、連載〆切ごとに繰り返す。歩未が原稿を途中から代筆しているのは、もちろん家族だけの秘密。家までも押しかけて原稿の進捗状況を確認する担当編集に、歩未はいつもこう叫ぶ。「ちゃんと（父が原稿を）描いてますからっ！」

## 登場人物
平原歩未（ひらはら あゆみ）
漫画家である平原大地を父に持つ女子中学生。物語冒頭では中学2年だが、物語後半で3年に進級する。西河原（にしかわら）第二中学校に通い、中学1年のときは陸上部だった。
物心がついたころから、父親である大地の絵の真似をして絵を描いているうちに、漫画原稿の消しゴム掛けやトーン貼りなどを手伝うようになる。大地が原稿途中で行方をくらますようになってからは、連載原稿のネーム以降の下書きやペン入れなどの作画代筆をしている。ただし、父親じゃなく自分が作画をしていることは、家族とアシスタントのみが知る秘密であり、編集担当にも秘密にしている。
中学2年の終わりから自分でもオリジナルの漫画の物語やネームを描くようになる。
平原大地（ひらはら だいち）
長女である歩未と、次女である空（そら）の父親であり、漫画家。漫画雑誌『コミックハンマー』にて、漫画『だびんちゲーム』連載中であるほか、『わずかにアクティブ』『ゴーストシスター』などの漫画作品を待つ。有名度としては、漫画家「浦沢直樹」が芸能人の「明石家さんま」だとしたら、平原大地は「ビビる大木」くらいである、と歩未に言われている。
担当編集である佐々木と、いつもファミレスなどで打ち合わせをしながら、ほぼその場でネームを作成するが、ネーム以降の原稿は、下書きを途中までする程度で、歩未たち姉妹が完成させてくれるのを期待して、行方をくらましてしまう。
デビュー作『ミケ猫王キング』に登場するキャラクターから名前をとった、「クロガネ」という名前の猫を飼っている。歩未たち姉妹の母親とは死別している。
平原 空（ひらはら そら）
歩未の妹であり、大地の次女。物語冒頭では小学4年生。いつもメガネをかけている。幼少期から機械に興味があり、幼稚園のときの誕生日プレゼントに、PCと漫画制作ソフトウェアである「コミックスタジオ」を買い与えられ、それ以降PCなどの機械類に詳しくなる。
大地が原稿途中で行方をくらますようになってからは、紙原稿のデジタル化スキャン以降の作業である、ベタ塗りやトーン貼りなどの仕上げ処理を担当している。
佐々木（ささき）
『コミックハンマー』編集部の編集担当。男性。いつもメガネをかけている。歩未が連載原稿の代筆をしていることには気が付いていない。
藤谷あかね（ふじたに あかね）
連載原稿の背景などのアシスタントを担当している。髪の長い成人女性。歩未姉妹が漫画原稿の代筆をしていることを理解しており、秘密を共有し、アシスタントとしても協力している。また、歩未たちが代筆中で多忙な時は、ご飯の準備や洗濯などの家事も手伝う。漫画家である他の友人のアシスタントも手伝うことがある。漫画の先生である平原大地に対し、少なからず好意を持っている。
堤 直希（つつみ なおき）
物語冒頭では中学3年の男子中学生。歩未が中学1年のときに所属していた陸上部の先輩であり、歩未から好意を寄せられている。平原大地のファンであり、自分が所有するコミックに大地のサインを描いてもらえるように、歩未に頼んでから、平原家を訪れるようになる。小学2年（物語冒頭の時点）の妹がいる。
文章の才能があり、中学卒業時から小説を書くようになり、高校に進学してからは、陸上部に加えて文芸部にも所属している。自分で書いた小説を原作として歩未が書いた漫画を、コミックハンマーの月間新人賞に応募した結果、努力賞に選ばれる。

## その他
- 大地の過去の（物語上の作品である）漫画「わずかにアクティブ」は、星里もちるの漫画作品「わずかいっちょまえ」の連載開始前の仮タイトルである。

## 書誌情報
- 星里もちる 『ちゃんと描いてますからっ！』徳間書店〈RYU COMICS〉、全4巻
  1. 2011年4月13日発売、ISBN 978-4-19-950242-2 - 第1話から7話までを収録。
  2. 2011年12月13日発売、ISBN 978-4-19-950279-8 - 第8話から14話までを収録。
  3. 2013年1月12日発売、ISBN 978-4-19-950322-1 - 第15話から21話までを収録。
  4. 2013年6月13日発売、ISBN 978-4-19-950344-3 - 第22話から28話（最終話）までを収録。